# Ellingham-diagram
Az Ellingham-diagram különböző vegyületek stabilitását ábrázolja a hőmérséklet függvényében. Általában arra használják, hogy meghatározzák különböző fémek oxidjainak és szulfidjainak redukciós hajlamát. Az ilyen diagramokat elsőként 1944-ben hozta létre Harold Ellingham. A kohászatban az ilyen diagramokat azon egyensúlyi hőmérséklet meghatározására alkalmazzák, mely a fém, annak oxidjai és az oxigén között fennáll, kiegészítve azonban ezt a fémek nitrogénnel, kénnel és más nemfémekkel való reakcióival is. A diagram által következtetni lehet a szükséges körülményekre, amelyek során az fémérc elemi fémmé redukálható. A meghatározási folyamat azonban csak a termodinamika elveit veszi figyelembe, mellőzve a reakciókinetika szabályait, ezért a diagram által kedvezőnek nevezhető reakciók akár nagyon lassúak is lehetnek.

## Termodinamikai elv

A diagram megadja több fém esetén a fémoxid képződési szabadenergiáját és az ehhez tartozó folyamatban az oxigén részleges nyomását

Az Ellingham-diagram egy sajátos eljárás, amely által a termodinamikai megvalósíthatóságot lehet meghatározni bármely reakció esetén azáltal, hogy kiszámoljuk a ΔG szabadentalpiát, ami felírható ΔG = ΔH − TΔS formában, ahol a ΔH az entalpiaváltozást, a ΔS az entrópiaváltozást, a T pedig a hőmérsékletet jelöli.
A diagramban a szabadentalpia minden oxidációs reakció során hőmérsékletfüggő tényezőként van megjelölve. Különböző reakciók összehasonlításának érdekében a ΔG mindig ugyanolyan mennyiségű oxigénnel végbemenő reakciókra utal, mely 1⁄2 mol O2 vagy pedig 1 mol O2 szokott lenni általában.
A csatolt diagram egy mól oxigénre vonatkozik, ez esetben pedig a vonal, mely a
4/3 Cr(sz) + O2(g) → 2⁄3 Cr2O3(sz)
reakcióra vonatkozik, így 2⁄3 moláris képződési szabadenergiát lehet leolvasni az ábráról, ΔGf°(Cr2O3).
Az általánosan alkalmazott hőmérsékleti intervallumokon a fém és a fémoxid is szilárd vagy folyékony halmazállapotú, míg az oxigén gázként van jelen, így sokkal nagyobb az entrópiája. Ezért minden fém oxidációja esetén az ΔS entrópiaváltozásban az 1⁄2 mol oxigén eltávolításának van szerepe, így a ΔS negatív érték lesz, mely nagyjából minden fém esetén egyenlő. A dΔG/dT = − ΔS függvény lejtőjének meredeksége nagyjából egyenlő, ezért a vonalak párhuzamosak a grafikonon, a ΔG pedig a negatív tartományban folyamatosan csökkenni fog az egyre alacsonyabb hőmérsékletek esetén. Mivel ezek a reakciók exoterm folyamatok, ezért mindig megvalósíthatóak alacsony hőmérsékleteken is. Megfelelően magas hőmérséklet esetén a ΔG értéke pozitív szám lehet, ekkor pedig az oxid önként, spontánul fémmé redukálódik, mint például az Au és Cu esetén.
A szén oxidációja esetén a piros vonal a CO képződését jelöli,
C(sz) + 1⁄2 O2(g) → CO(g)
mely során a gáz móljainak száma megnő, ami pozitív ΔS értéket eredményez, azonban negatív lejtést. A kék vonal pedig a CO2 képződése,
C(sz) + O2(g) → CO2(g)
mely esetben a gázok móljainak a száma nem változik a reakció során, így a ΔS értéke kicsi.
Mivel azonban a diagram csak a termodinamikai szempontokat veszi figyelembe, a spontán reakció lassú is lehet, ha nagyon nagy a szükséges aktiválási energia, ami beindítja a reakció folyamatát.
Két fém esetén két különböző egyensúly kialakulásáról beszélhetünk. Ez esetben a negatívabb ΔG szabadentalpiával rendelkező oxid fog keletkezni, míg a másik oxid redukálódni fog.

## A diagram tulajdonságai
- A diagram fémoxidok keletkezésére utaló görbéi valójában pozitív lejtésű egyenesek és arányosak a ΔS értékeivel, ami állandó hőmérsékleten minden esetben közel azonos.
- Minél lentebb van a fémre utaló görbe a diagramon, annál nagyobb stabilitású az oxidja.
- A hőmérséklet növekedésével csökken az oxidok stabilitása, a kevésbé stabil oxidok pedig pedig könnyen felbomolhatnak.
- Minél nagyobb a távolság két vonal között, annál hatékonyabb redukáló anyagként viselkedik az, amelyre az alsó vonatkozik.
- Két vonal közötti kölcsönhatás oxido-redukciós egyensúly fennállását feltételezi.

## A diagram felhasználása

### Hematitot redukáló anyagok
A fémérc a kohó felső részében redukálódik, ahol a hőmérséklet megközelítőleg 600–700 °C. A diagram alapján ebben a hőmérséklet-intervallumban a szén-monoxid hatékonyabb redukáló anyagként viselkedik, mivel az első folyamatnak negatívabb a szabadenergia változása, mint a második folyamatnak
2 CO + O2 → 2 CO2
2 C + O2 → 2 CO

### Redukáló anyag a króm-oxid számára
Mivel a 2 C + O2 → 2 CO folyamat görbéje a fémek görbéje alá kerül, ezért a szén redukáló anyagként használható magas hőmérsékleten. Azonban ilyen magas hőmérsékleten a króm reagál a szénnel és karbidot képez, ami nem kedvező a kívánt eredmény elérésében, ezért a króm esetén a szén nem alkalmazható magas hőmérsékleten redukáló anyagként.

### Aluminotermia
Mivel az alumínium görbéje a fémek zöme esetén azok görbéje alá esik, ezért a fémoxidokat redukáló anyagként lehet felhasználni. A Cr2O3 és az Al2O3 képződési szabadenergiája -540kJ és -827kJ.
4⁄3 Cr(sz) + O2(g) → Cr2O3(sz)
4⁄3 Al (sz) + O2(g) → Al2O3(sz)
Ha a második reakcióból kivonjuk az elsőt, a kapott eredmény:
2⁄3 Cr2O3(sz) + 4⁄3 Al (sz) → 2⁄3 Al2O3(sz) + 4⁄3 Cr(sz)
ΔG0 = -287 kJ
Mivel az alumínium-oxid stabilabb a króm(III)-oxidnál, ezért redukálni tudja azt. Ezt a tulajdonságot felhasználják a Cr és Mn előállítására, ami oxidjaik alumíniummal történő redukálása által valósul meg.

## Fordítás
- Ez a szócikk részben vagy egészben  az   Ellingham diagram című angol Wikipédia-szócikk ezen változatának fordításán alapul.  Az eredeti cikk szerkesztőit annak laptörténete sorolja fel. Ez a jelzés csupán a megfogalmazás eredetét és a szerzői jogokat jelzi, nem szolgál a cikkben szereplő információk forrásmegjelöléseként.